# Црква Сабора Светог Јована Крститеља на Чукарици
Црква Сабора Светог Јована Крститеља је српска православна црква која се налази у насељу Рупчине у градској општини Чукарица и припада београдско-карловачкој архиепископији.
Темељ храма постављен је 2017. године. Крстове храма освештао је 27. фебруара 2020. године епископ ремезијански Стефан, тадашњи викарни епископ Патријарха српског Г. Г. Иринеја, док је храм освештао патријарх српски Порфирије 8. октобра 2023. године.